# SABRINA HEAVEN
『SABRINA HEAVEN』（サブリナ・ヘヴン）はロックバンド、thee michelle gun elephantの7枚目のアルバムである。

## 解説
解散の年である2003年3月5日に発売。暫しの休養を経て制作された本作はthee michelle gun elephantの後期の音楽性を印象付けるアルバムで、最後のフルアルバムとなった。
チバはJAPAN COUNTDOWNのインタビューで「（SABRINA HEAVENを聴いて）まだいけるなと思ったもん」と発言していた。
同年6月に発売された『SABRINA NO HEAVEN』と対を成す位置づけの作品となっており、2枚とも同時期にレコーディングが行われた。なお、ジャケットの車のナンバープレートは本作の再生時間と『SABRINA NO HEAVEN』との再生時間の合計の数字になっている。
収録曲は10曲とバンドのオリジナル・アルバムでは一番少ないが、6分以上の楽曲が4曲と多い。また、アルバム発売前のツアーやライブで既に披露されていた楽曲も多く存在する。

収録曲のうち「ブラック・ラブ・ホール」、「ブラッディー・パンキー・ビキニ」、「マリオン」はMVが制作されている。

## 収録曲
| 全作詞・作曲: チバユウスケ、全編曲: thee michelle gun elephant。 |                                    |              |              |      |
| #                                                                | タイトル                           | 作詞         | 作曲・編曲   | 時間 |
| 1.                                                               | 「ブラック・ラブ・ホール」         | チバユウスケ | チバユウスケ | 5:47 |
| 2.                                                               | 「太陽をつかんでしまった」         | チバユウスケ | チバユウスケ | 8:27 |
| 3.                                                               | 「ヴェルヴェット」                 | チバユウスケ | チバユウスケ | 4:14 |
| 4.                                                               | 「メタリック」                     | チバユウスケ | チバユウスケ | 4:01 |
| 5.                                                               | 「ブラッディー・パンキー・ビキニ」 | チバユウスケ | チバユウスケ | 5:02 |
| 6.                                                               | 「マリアと犬の夜」                 | チバユウスケ | チバユウスケ | 7:52 |
| 7.                                                               | 「ジプシー・サンディー」           | チバユウスケ | チバユウスケ | 5:06 |
| 8.                                                               | 「マリオン」                       | チバユウスケ | チバユウスケ | 4:39 |
| 9.                                                               | 「サンダーバード・ヒルズ」         | チバユウスケ | チバユウスケ | 8:34 |
| 10.                                                              | 「NIGHT IS OVER」(インスト曲)      | チバユウスケ | チバユウスケ | 6:02 |
| 合計時間:                                                        | 合計時間:                          | 59:44        |              |      |

## 楽曲解説
1. ブラック・ラブ・ホール
アルバム内での激しい曲の1つ。後期のライブでは頻繁に演奏されていた。
2. 太陽をつかんでしまった
14thシングル。今作唯一のシングル曲である。
3. ヴェルヴェット
4. メタリック
5. ブラッディー・パンキー・ビキニ
6. マリアと犬の夜
『WILD WILD SABRINA HEAVEN TOUR』ではチバがキーボード、クハラが冒頭でトランペットを演奏する形で披露された。
7. ジプシー・サンディー
8. マリオン
9. サンダーバード・ヒルズ
ジャズテイストなイントロから、途中、激しいギターリフの楽曲へと移調していく。曲中のトランペットはクハラカズユキによるもの。
前作「ロデオ・タンデム・ビート・スペクター」の発売日に代々木公園で行われたフリーライブ「TMGE YOYOGI RIOT」で既に披露されていた曲であり、この時は歌詞がワンフレーズしか存在していなかった。
10. NIGHT IS OVER
インスト曲。曲中でピアノを演奏しているのはチバである。15thシングル「Girl Friend」の原曲。